# نيتروجيناز
نيتروجيناز (بالإنجليزية: Nitrogenase)‏ لديه نوعان من الشيفرات وهي ( EC 1.18.6.1- EC 1.19.6.1 ) وهو مجموعة من الإنزيمات التي تستخدمها بعض الكائنات الحية لإصلاح غاز النيتروجين في الغلاف الجوي والذي يستنشقه الإنسان في عملية التنفس (N2). هناك عائلة واحدة فقط من الانزيمات التي تقوم بهذه العملية وهي ثنائي النتروجين الخاملة تماما بسبب قوتها في كسر ذرة النيتروجين .
نتروجيناز
إن تشكيل توازن الأمونيا من الهيدروجين والنيتروجين الجزيئي له محتوى سلبي عام من رد الفعل .
( \ دلتا H ^ {0} = -45.2 \ \ mathrm {كج} \، \ mathrm {مول ^ {-1}} \؛ \ mathrm {NH_3} )، و حاجز الطاقة لتنشيط عالية جدا ( E_A = 420 \ \ mathrm {كج} \، \ mathrm {مول ^ {-1}} ) دون مساعدة من الحفز. [1]

## الوظيفة
البكتيريا المثبتة للنيتروجين تحفز الحد من ثنائي النتروجين (N (2)) وتحوله إلى جزيئين من الأمونيا (NH (3))،. والنتروجيناز الأكثر دراسة على نطاق واسع هو الموليبدينوم , الذي يعتمد على هذا الانزيم. والحد من هذا الانزيم ينطوي على التفاعل العابرة في اثنين من عناصرالبروتينات، وهم بروتين (الحديد) بروتين والبروتين المغنيسيوم، ويتطلب الحد الأدنى 16 المغنيسيوم ATP (MgATP)، وثمانية بروتونات وثمانية إلكترونات. تتم مراجعة الحالة الراهنة للمعرفة بشأن كيفية عمل هذه البروتينات والجزيئات الصغيرة معا في إحداث التخفيض في الأمونيا.

## رد الفعل
رد الفعل أن يؤديه هذا الإنزيم هو:
\ mathrm {N_2 + 8 \ H ^ + + 8 \ ه ^ - + 16 \ ATP + 16 \ H_2O \ longrightarrow 2 \ NH_3 + + H_2 16 \ ADP + 16 \ P_i}

## تفاعلات غير مرغوب فيها
بالإضافة إلى أداء رد الفعل N ≡ N → 2 NH 3، نتروجيناز هي أيضا قادرة على تحفيز التفاعلات التالية:</ref>
أسيتيلين → إيثيلين
أكسيد النيتروس → N2 + H2O
أزيد → N2 + NH3
C≡N- → ميثان, NH3, إيثان, H2C=CH2 (CH3NH2)
N≡C–R → RCH3 + NH3
C≡N–R → CH4, H3C–CH3, H2C=CH2, بروبان, بروبيلين, RNH2
كبريتيد الكربونيل → أحادي أكسيد الكربون + H2S 
ثنائي أكسيد الكربون → CO + H2O 
S=C=N– → H2S + HCN 
O=C=N– → H2O + HCN, CO + NH3 
وعلاوة على ذلك، هيدروجين يعمل بمثابة مثبط تنافسي،  أول أكسيد الكربون يعمل بمثابة مثبط غير تنافسية، وثاني كبريتيد الكربون يعمل بمثابة مثبط سريع التوازن في النتروجيناز.